# Château de la Berthière
Le château de la Berthière est un château situé au Plessis-Grammoire, en France.

## Localisation
Le château est situé dans le département français de Maine-et-Loire, sur la commune du Plessis-Grammoire.

## Historique
L'édifice est inscrit au titre des monuments historiques en 1980.